# Jacques Marquette

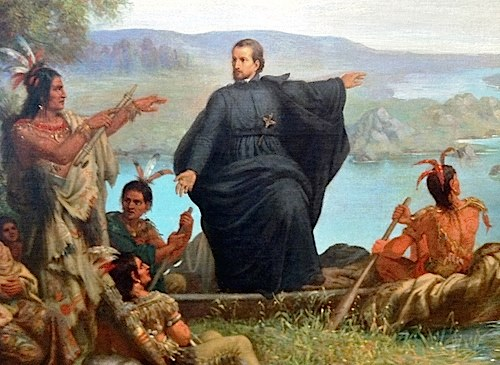
O. Marquette nawraca Indian

Le père Jacques Marquette (ur. 10 czerwca 1637 w Laon we Francji, zm. 18 maja 1675 w pobliżu Ottawy w stanie Illinois) – jezuita, misjonarz i odkrywca wnętrza kontynentu Ameryki Północnej.
Nauki pobierał w kolegium jezuickim. W roku 1656 wstąpił do zakonu i przez następne dziesięć lat studiował, a następnie uczył, przygotowując się jednocześnie do pracy misyjnej. Wreszcie, w 1666 roku, wysłany został na misję do francuskiej posiadłości w Ameryce Północnej – Nowa Francja (fran. Nouvelle France).
Pierwsze dwa lata na nowym kontynencie spędził studiując języki Indian. W roku 1668 założył pierwszą misję katolicką Sault Sainte Marie w dzisiejszej prowincji Ontario. W rok później udał się do misji St. Esprit nad Jeziorem Górnym, nawracając Indian z plemion Huron i Ottawa. W 1671 r. przeniósł się – wraz z grupą nawróconych – do misji St. Ignace w dzisiejszym stanie Michigan w Stanach Zjednoczonych, w miejscu gdzie spotykają się jeziora Huron i Michigan.
W rozmowach Indianie często wspominali o Missisipi, co w ich języku znaczyło wielka rzeka. Biali, a wśród nich Marquette, znając w minimalnym stopniu geografię kontynentu, byli przekonani, że rzeka ta uchodzi do Pacyfiku.

## Podróże i odkrycia
Gubernator Nowej Francji, Louis de Frontenac, postanowił wysłać ekspedycję badawczą, bowiem przewidywał, że może to otworzyć dla Francji dalekowschodnie rynki zbytu. Na czele ekspedycji postawił jednego ze swych oficerów – Louisa Joliet, który poprosił znającego tubylcze języki Marquette'a o współudział w wyprawie.
Siedmioosobowa grupa Francuzów, wraz z kilkudziesięcioma Indianami, wyruszyła w maju 1673 r. z St. Ignace na południowy zachód, kierując swoje kanu wzdłuż brzegów Jeziora Michigan. Wkrótce dotarli do szerokiej, niespokojnej zatoki Green Bay, a u jej południowego krańca znaleźli ujście rzeki (dzisiejsza Fox River). Wiosłując pod prąd dopłynęli wkrótce do jeziora Oshkosh, gdzie towarzyszący im Indianie zawrócili. Górny odcinek Fox River okazał się znacznie trudniejszy i wędrowcy posuwali się bardzo wolno naprzód. W końcu wiosłowanie okazało się niemożliwe, ale napotkani Indianie upewnili ich, że lekkie kanu łatwo da się przenieść przez wzgórze do innej rzeki, którą nazywali Wisconsin. Ta malownicza rzeka doprowadziła podróżników w dniu 17 czerwca 1673 r. do wielkiej rzeki Missisipi. 
Podjęli żeglugę z prądem rzeki i szybko zorientowali się, że płynie ona generalnie w kierunku południowym i zapewne wpada do Zatoki Meksykańskiej, więc gdy u ujścia dzisiejszej rzeki Arkansas napotkali plemiona indiańskie zachowujące się wyraźnie wrogo, zawrócili. Od przyjaznych Indian dowiedzieli się, że dalej na południu mieszkają nad Missisipi jacyś biali, z czego Joliet i Marquette wywnioskowali, że są to zapewne Hiszpanie.
Podróż powrotna zajęła francuskim odkrywcom prawie pięć miesięcy. Najpierw płynęli w górę Missisipi, potem w górę rzek Illinois i Kankakee, by wreszcie – rzeką Chicago wydostać się na wody jeziora Michigan.

## Ostatnia droga

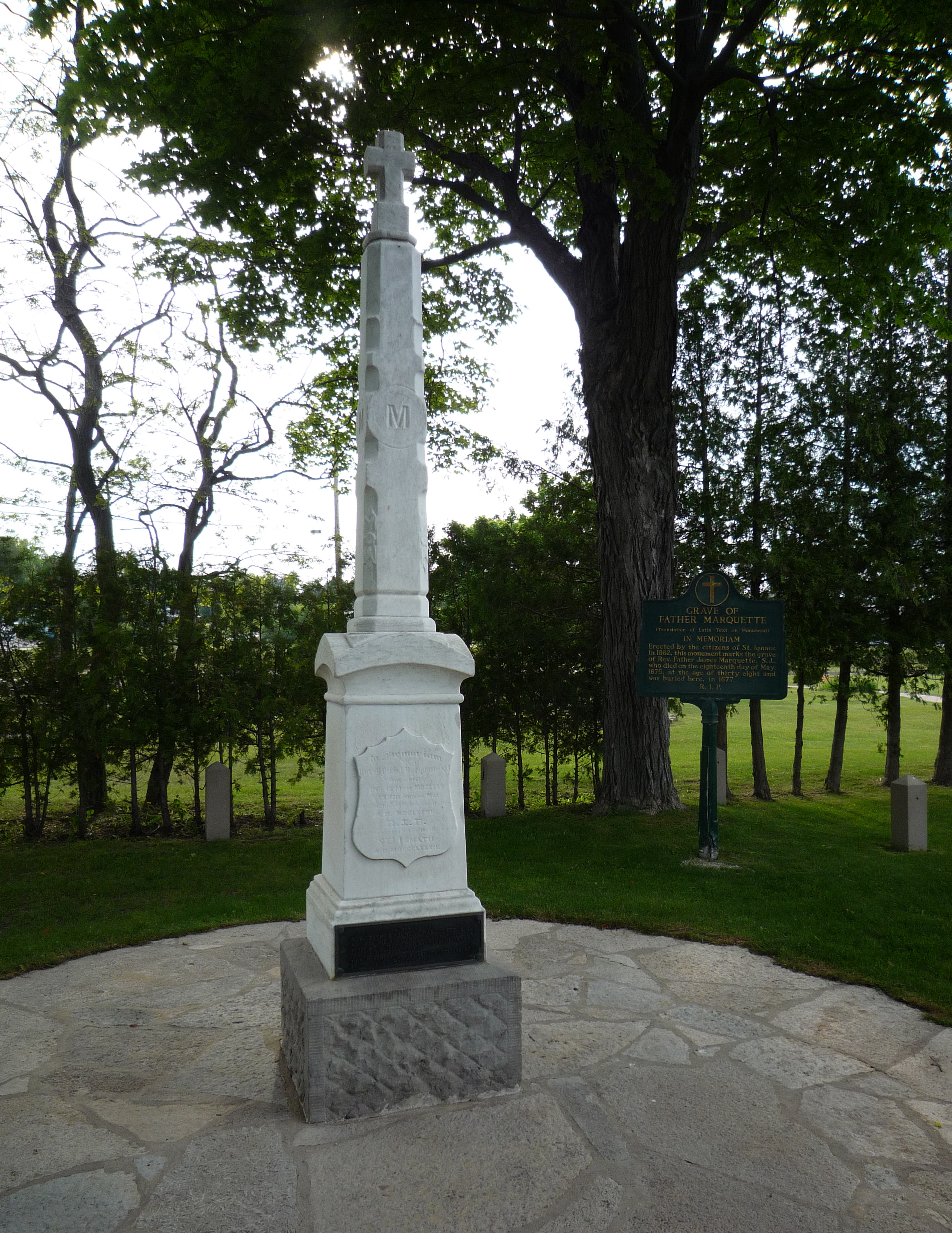
Grób, St. Ignace (Michigan)

W roku 1674 Marquette podjął się założenia misji wśród Indian Kaskaskia żyjących w okolicach dzisiejszej miejscowości Ottawa w stanie Illinois. W drodze zachorował, więc przerwał podróż, by powrócić do St. Ignace, ale w drodze, w głębi lasów w okolicy dzisiejszego Luddington w stanie Michigan, zmarł.
Po latach ciało jego zostało ekshumowane i przeniesione do St. Ignace.